# Josep Maria Marcet i Coll
Josep Maria Marcet i Coll   (Sabadell, 26 de març de 1901 - Sabadell, 4 d'abril de 1963) fou un fabricant vinculat a la indústria tèxtil llanera i un polític català militant de les Joventuts Mauristes, la Unión Patriótica, la Lliga Catalana i la FET-JONS. Fou alcalde de Sabadell des de final de l'any de 1940 fins al 1960, durant la dictadura franquista, i president de Centre d'Esports Sabadell i de l'Aeroclub de Sabadell.

## Biografia
Com a empresari estigué vinculat a la indústria tèxtil llanera. Fou inicialment membre de les Joventuts Mauristes i cap local de la Unión Patriótica de Sabadell sota la Dictadura de Primo de Rivera. Va ser nomenat regidor de l'Ajuntament de Sabadell el 1924 i, el 1925, membre de la Diputació Provincial de Barcelona. Durant la Segona República fou militant de la Lliga Catalana.

### Guerra Civil
En esclatar la Guerra, Marcet va refugiar-se a la zona franquista, on s'afilià a la Falange Española Tradicionalista y de las JONS. S'enrolà voluntari a l'exèrcit franquista. Participa en la formació de la Primera Centuria de la Falange. Va lluitar al front d'Aragó, vinculat als serveis d'informació militar. Passà després a la Segona Centuria de la Falange catalana, on s'enfrontà al delegat (Trinxet) i al cap territorial de la Falange catalana (Josep Ribas Seva), establerta a Burgos, i acabà empresonat. Posteriorment es feu alferes provisional i ingressà a l'exèrcit regular.

### Trajectòria durant elfranquisme
De retorn a Sabadell, fou primer tinent d'alcalde i, el 1940, alcalde accidental. Després d'haver organitzat una rebuda apoteòsica a Franco en la seva visita a Sabadell el 1942 –que va repetir el 1947– esdevingué alcalde amb un consistori on tots els regidors tenien carnet de la FET-JONS. Fou també procurador a Corts espanyoles (1942-1948). En la seva actuació política vetllà pels interessos de la indústria tèxtil llanera, simultaniejant l'alcaldia amb el càrrec de president del Gremi de Fabricants de Sabadell entre 1951 i 1956.
Abans i després de la Guerra Civil espanyola, fou president del Centre d'Esports Sabadell les temporades 1933-1934, 1939-1942, 1951-1952 i 1952-1953. També fou president de l'Aeroclub de la ciutat, el qual fusionà amb el seu homòleg de Barcelona per formar el 1953 l'Aeroclub Barcelona-Sabadell. Aquell mateix any, tingué un paper destacat en el naixement del nou microcotxe català, el Biscúter.
Tornà a ser diputat provincial pel partit judicial de Sabadell entre els anys 1955 i 1956. El governador civil de Barcelona Felipe Acedo Colunga acabà destituint-lo de l'alcaldia l'any 1960, tot i que ell sempre presumia de tenir amistat personal amb Franco.

## Obra
- Memòries titulades Mi ciudad y yo. Veinte años en una Alcaldia, 1940-1960, publicat el 1963.[8]

## Homenatges

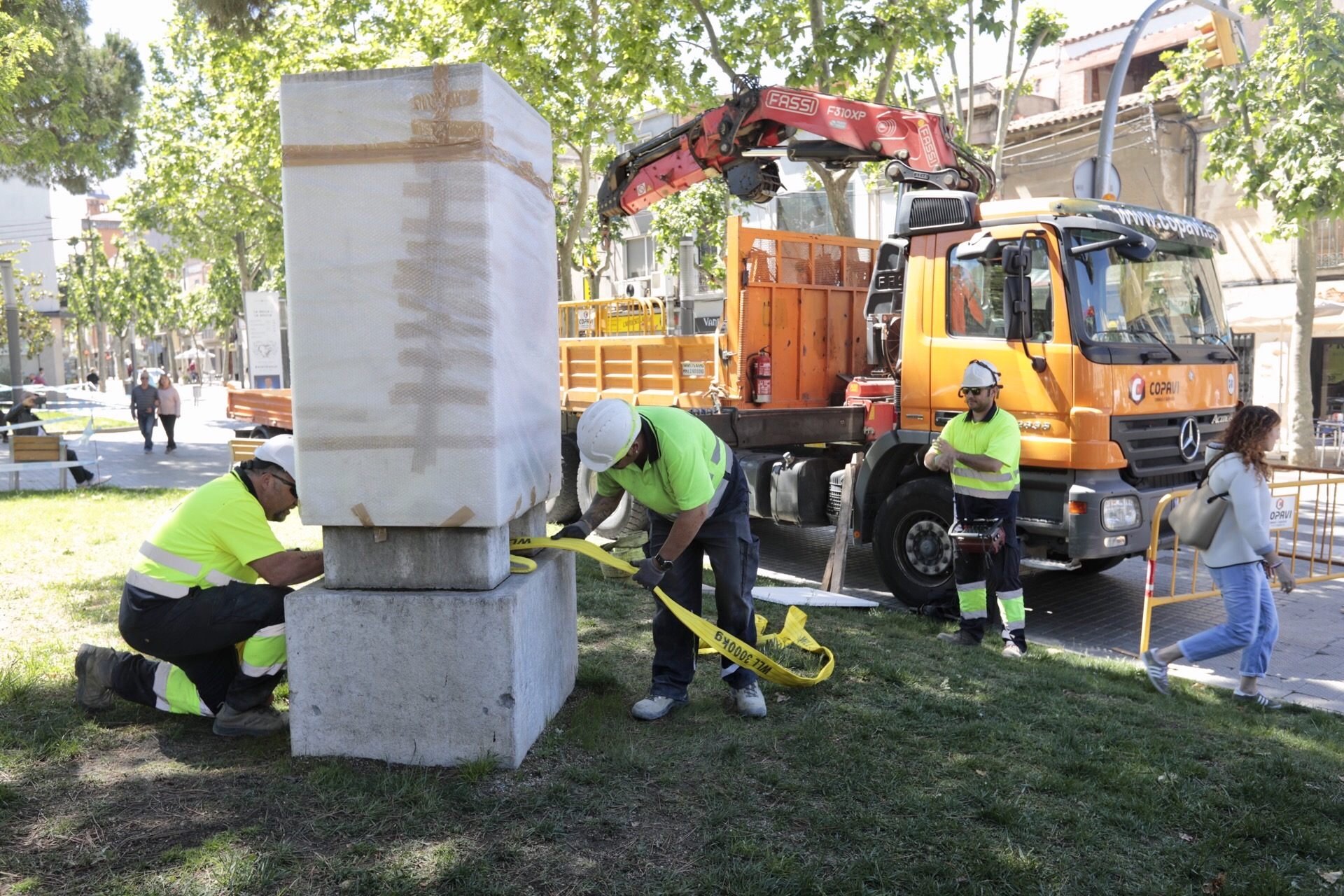
Presentació de les actuacions vinculades a la memòria històrica a Sabadell i retirada del monòlit dedicat a l'alcalde Marcet

En vida va rebre la Gran Creu al Mèrit Civil i també la del Mèrit Aeronàutic. A la dècada de 1970 Sabadell li dedicà el nom d'una escola pública i el d'una plaça. Ell i Antoni Llonch són els dos alcaldes de la dictadura franquista presents en el nomenclàtor sabadellenc.
El 12 de maig de 2017 l'Ajuntament va retirar el monument en honor seu que hi havia des del 1974 a la plaça que duu el seu nom.